# Слава Труда
Слава Труда — хутор в Аксайском районе Ростовской области России. Входит в состав Верхнеподпольненского сельского поселения.

## География
Расположен в центральной части области, у Азовского оросительного канала, в 5 км южнее х. Верхнеподпольный, в 40 км (по дорогам) юго-восточнее районного центра — города Аксай.
Рядом с хутором проходит граница с Кагальницким районом области.
Географическое положение
Расстояние до
районного центра Аксай: 21 км.
областного центра Ростов-на-Дону: 29 км.
Уличная сеть
- ул. Дорожная
- ул. Славянская
- ул. Степная

## История
По сведением, опубликованным на сайте Администрации Аксайского района, хутор заселился в годы Великой Отечественной войны, когда фашисты захватили хутора Верхнеподпольный и Черюмкин. Бежавшие от гитлеровцев люди селились на отдаленном хуторе.
Название упоминается в учётных данных 1950 года Старочеркасского сельсовета.

## Население
| 1989 | 2002 | 2010 |
| ---- | ---- | ---- |
| 109  | ↗178 | ↘146 |

## Инфраструктура
Личное подсобное и коллективное хозяйства. Здесь находилось отделение совхоза «Заречный», стационарный лагерь труда и отдыха для школьников и студентов — для отработки летней полевой практики.
Областная дорога дает возможность развития придорожной инфраструктуры: есть кафе, АЗС, ремонтная мастерская и автомагазин.
Есть водопровод, газификация не проведена.
Согласно Постановлению Администрации Аксайского района от 26.10.2018 № 703 территориальное развитие хутора принято в северном направлении до системы оросительных каналов. В связи с реконструкцией автотрассы на Волгодонск и увеличением числа полос движения, становится возможным развитие объектов придорожного сервиса.

## Транспорт
Проходит автотрасса «участок автомобильной дороги г. Ростов-на-Дону (от магистрали „Дон“) — г. Семикаракорск — г.
Волгодонск», имеющая обозначение в черте хутора как Дорожная улица. Всего из трех улиц две отсыпаны щебнем, одна с асфальтовым покрытием.
Остановка общественного транспорта.